# Сумівка
Су́мівка — село в Україні, у  Бершадській міській громаді Гайсинського району Вінницької області.
Засноване 1629 на території Брацлавського воєводства Речі Посполитої, на правому березі р. Південний Буг.

## Географія
Віддаль до центру громади — 18 км, до залізничної станції Генріхівка — 13 км.

## Етимологія
Походження назви села Сумівки народні традиції пов'язують з дієсловом «сумувати» — мовляв, люди бідкалися на долю після погрому давноукраїнського містечка Красний Городок, який стояв на місці нинішнього села.
У польських документах XVIII ст. зустрічається варіант «Сомувка», або «Сомовка». Міг існувати мікрогідронім р. Сомовка, який топоніміст Роман Захарченко пов'язує з цілою смугою гідронімів лісостепової зони України з коренем «сум», «сом».

## Історична географія
Географічно село знаходилося на перетині двох магістральних шляхів: з центру Польщі до Кримського Ханства та з Константинополя, Молдовського князівства — до Московії. У Сумівці була облаштована переправа через р. Південний Буг для транзитного транспорту. Це обумовило швидкий розвиток села і пов'язаність з ним відомих історичних постатей 17 ст.

## У складі Речі Посполитої
Заснування села (1629) відбувалося на тлі масової колонізації східної Вінниччини, яка протягом століть була буферною зоною між Степом та Галицько-Волинськими володіннями, а пізніше — Великим князівством Литовським. Один з імпульсів — перемога 1621 у Хотинській битві об'єднаної польсько-української армії над військами Османської імперії та гарантії військової безпеки середнього Побужжя.

## Гетьманська Україна
1648 — населення Сумівки, як і більшість мешканців Брацлавського воєводства, покозачилося, взявши участь у Визвольній війні під проводом Гетьмана всієї України Богдана Хмельницького. Проте сама Сумівка не увійшла до складу Брацлавського полку, а сусіднього — Уманського.
1653 — через село проїжджає Патріарх Антіохійський Макарій, про що є згадка в щоденниковому записі його сина диякона Павла. В такий спосіб через сумівську переправу рухалося багато подорожніх, починаючи з північної Африки і закінчуючи Москвою. Також через село проїжджав посол Швеції до столиці Гетьманщини — місто Чигирин.

## Знову у складі Речі Посполитої
1714 року полякам вдалося остаточно ліквідувати полковий устрій Правобережної України. Відтак, Сумівка перейшла зі складу Уманського полку до знов заснованого Брацлавського воєводства. У 1720-х роках місцева парафія була передана до складу Київської унійної митрополії, а усі сумівські священики аж до 1794 року брали свячення у Радомишлі, де перебувала катедра греко-католицьких митрополитів.

## У складі Імперії Романових
Після розподілу Польщі 1793 року Сумівка анексована Російською імперією. 1794 року її включено до складу Брацлавської губернії, яке наступного ж року перейменоване у Брацлавське намісництво. У січні 1797 року Московія остаточно визначилася із адміністративним поділом колишніх земель Речі Посполитої і Сумівка на 120 років віднесена до складу Подільської губернії.
Станом на 1885 рік у колишньому власницькому селі Бершадської волості Ольгопільського повіту Подольської губернії мешкало 1346 осіб, налічувалось 170 дворових господарства, існували православна церква, постоялий двір.

## Доба УНР та Директорії
7 (20) листопада 1917 року, відповідно до Третього Універсалу Української Центральної Ради, увійшло до складу Української Народної Республіки.
Село часто опинялося у прифронтових зонах, а також зазнавало наїздів різноманітних загонів — як проукраїнських, так і промосковських, більшовицьких. Тривала анархія та відсутність державної юрисдикції примусила селян відродити звичаєві традиції судочинства 17 столітті, а саме — суд вершила не державна влада, а сільський схід:
| Громада села Сумівки Ольгопільського повіту на Поділлі вчинила самосуд над злодієм-односельцем, і це дало позитивний результат, оскільки інші злочинці, боячись такої ж долі, утекли з села[3] |

## Перша присутність комуністів 1920—1941
Село насторожено прийняло окупаційну комуністичну владу з огляду на масові репресії та убивства односельчан. Проте саме тут досить рано організували т. зв. «калхоз» (1929) — колективне господарство із представником окупаційної влади на чолі (бойовик М. Лещенко, уродженець південно-східної України). У селі діяв активіст комуністичного руху П. Дроговоз. Відзначився особливим цинізмом у насадженні московських порядків, за що заохочений членством у т. зв. Всеукраїнському центральному виконавчому комітеті (ВУЦВК).

### Комуністичний Голодомор
Село постраждало внаслідок акції геноциду українського народу, проведеного лідерами СРСР (Й. Сталін, Л. Каганович тощо). Мешканці рятувалися річкою — виловлювали скойки, виварювали паски.
У 1932—1933 роках від голодомору загинуло 350 осіб.

### Економічний визиск
За неперевіреними даними з «Історії міст і сіл Української РСР», 1937 у селі організовано одну з перших у Бершадському районі жіночу тракторну бригаду (бригадир Є. Стешенко).
Позбавлені паспортів сумівці були вражені у правах на пересування, а також силувані до рабської праці у колгоспі «Нива».

## У складі Румунії
Під час Другої Світової війни село перебувало під владою союзника гітлерівської Німеччини Сталін Йосипа Сталіна (1939—1941). З початком совєцько-німецької війни 1941, у селі ліквідована сталінська влада силами моторизованої бригади Угорської королівської армії. Згідно з Бендерським договором 30 серпня 1941, Сумівка разом з регіоном Трансністрія передана угорськими та німецькими військами під адміністративну владу Румунії.
Діяло гетто, куди нацистами насильно зганялися євреї для компактного мешкання.

## Друга присутність комуністів 1944—1991

### Голодомор 1946—1947
Сумівці масово тікали у західні райони України, де комуністи не змогли організувати голодомор з огляду на війну з УПА. Утікачів виловлювали банди НКВД, доправляли назад, до Сумівки, на рабську працю в колгосп.

### Брежнєвщина
У селі була розташована центральна садиба колгоспу імені Ілліча. У господарстві — 3807 га землі, у тому числі орної — 3053 га. Виробничий напрям — зернові, технічні культури, м'ясо-молочне тваринництво. Лідер ферми — Н.Гонтарук.
На початку 1970-их років у селі проживало 2,824 особи. Розвинена соціальна база: дитячі ясла, 8-річна школа, дві бібліотеки, клуб, дві стаціонарні кіноустановки, фельдшерсько-акушерський пункт. У цей же час виходить сумівська газета «Промінь комунізму».
У селі 52 члени партії «КПРС», 53 члени молодіжного комуністичного угрупування.

## Духовне життя
1962 — у Сумівці зачиняють церкву Покрова Пресвятої Богородиці. У нарисі про громадських лекторів атеїзму с. Шляхова є розділ «Вже не гудуть дзвони». Там вихваляється масове закриття в Бершадському районі храмів, нав'язливі «домашні агітпункти» та ініціативи місцевих властей, спрямовані на створення перепон для релігійних громад. Предстоятеля церкви с. Теофілівка Миколи Ружавського «і сліду немає». Отож зрозуміло, через що в 1960—1962 рр. у 10 селах Бершадського району (Теофілівка, Тирлівка, Чернятка, Шляхова, Кошаринці, П'ятківка, Мала Киріївка, Якубівка, Дяківка, Сумівка) ліквідовано православні громади та закрито храми.
Пізніше жіноче населення вчинило опір спробі знесення сумівського храму. Зараз у церкві відновлено богослужіння, зведено іконостас, розписані стелі. Престольне свято — 14 жовтня, день Покрови Пресвятої Богородиці. Настоятель — о. Савва (Московська патріархія УПЦ). Богослужіння правиться винятково церковно-слов'янською мовою. 2010 року збудовано поруч Свято-Миколаївський (теплий) храм. Під час будівельних робіт виявлено масове поховання людей, яке пов'язують із спогадами про війни 17 століття. Репортаж про будівництво нового храму показав Перший національний телеканал.

## Новий час
Абсолютна більшість мешканців села проголосували за відновлення державної незалежності України на референдумі 1 грудня 1991 року.
Село страждає від демографічної кризи, масової міграції до міст (Бершадь, Вінниця, Умань, Київ, Одеса, Балта).
12 червня 2020 року, відповідно розпорядження Кабінету Міністрів України № 707-р «Про визначення адміністративних центрів та затвердження територій територіальних громад Вінницької області», село увійшло до складу Бершадської міської громади.
17 липня 2020 року, в результаті адміністративно-територіальної реформи та ліквідації Бершадського району, село увійшло до складу Гайсинського району.

## Населення
Абсолютна більшість — українці. Поширені прізвища: Підлубний, Мартинюк, Дяченко, Маршук. У корінних сумівців присутній дако-романський та волоський тип облич. Явні впливи румунської народної культури на обряд хрестин, пострижин тощо. У говірці присутні риси румунської фонетики.

## Пам'ятки
- Віковий дуб — ботанічна пам'ятка природи місцевого значення;
- Сумівська дубина — ботанічна пам'ятка природи місцевого значення.

## Відомі уродженці та нащадки уродженців Сумівки
- Бондар Олег Олегович (20.05.1994 —10.07.2023)  — український військовик, учасник російсько-української війни[8].
- Кушнір Сергій Леонідович (24.07.1992 — 05.01.2023)— український військовик, учасник російсько-української війни.[9][10]
- Михайло Мартинюк, український лісівник, інструктор Сумського обкому КПУ (1965—1972);
- Ростислав Мартинюк, український тележурналіст та продюсер.
- Віталій Підлубний, український педагог, директор Сумського професійно-технічного училища № 2;
- Костянтин Підлубний, український юрист, перший заступник прокурора Сумської області (2010—2011);
- Собко Сергій Олександрович — український військовик, учасник російсько-української війни.[11]

### Проживали
Павляк Сергій Миколайович (16.05.1997 — 06.10.2023)  — український військовик, учасник російсько-української війни.